# Бяловежа (Свентокшиське воєводство)
Бяловежа (пол. Białowieża) — село в Польщі, у гміні Сендзішув Єнджейовського повіту Свентокшиського воєводства.
Населення — 134 особи (2011).
У 1975-1998 роках село належало до Келецького воєводства.

## Демографія
Демографічна структура на день 31 березня 2011 року:
|          | Загалом | Допрацездатний вік | Працездатний вік | Постпрацездатний вік |
| -------- | ------- | ------------------ | ---------------- | -------------------- |
| Чоловіки | 64      | 9                  | 46               | 9                    |
| Жінки    | 70      | 13                 | 35               | 22                   |
| Разом    | 134     | 22                 | 81               | 31                   |